# Aerostilo
L'Aerostilo (in greco antico: ἀραιόστυλος?; in latino aræostylos, che vuol significare "poche colonne") è un termine coniato da Vitruvio che serve a spiegare un metodo per progettare la facciata di un tempio, quanto più espansivamente possibile: cioè amplificando di tre diametri di una colonna dell'edificio lo spazio che intercorre tra due colonne, invece di come veniva fatto calcolando la base di una di queste, è riportandone precisamente la misura nella distanza dell'area libera/di passaggio tra le colonne; cioè di un diametro.